# Ranvikbreen
Der Ranvikbreen ist ein breiter Gletscher an der Ingrid-Christensen-Küste des ostantarktischen Prinzessin-Elisabeth-Lands. Er fließt in den südlichen Teil der Ranvik, einer Nebenbucht im südöstlichen Teil der Prydz Bay.
Norwegische Kartographen kartierten ihn anhand von Luftaufnahmen der Lars-Christensen-Expedition 1936/37. Sie benannten ihn in Anlehnung an die Benennung der Bucht Ranvik, deren Namensgeber das Anwesen des norwegischen Walfangunternehmers Lars Christensen ist.